# Olga Hoffmann

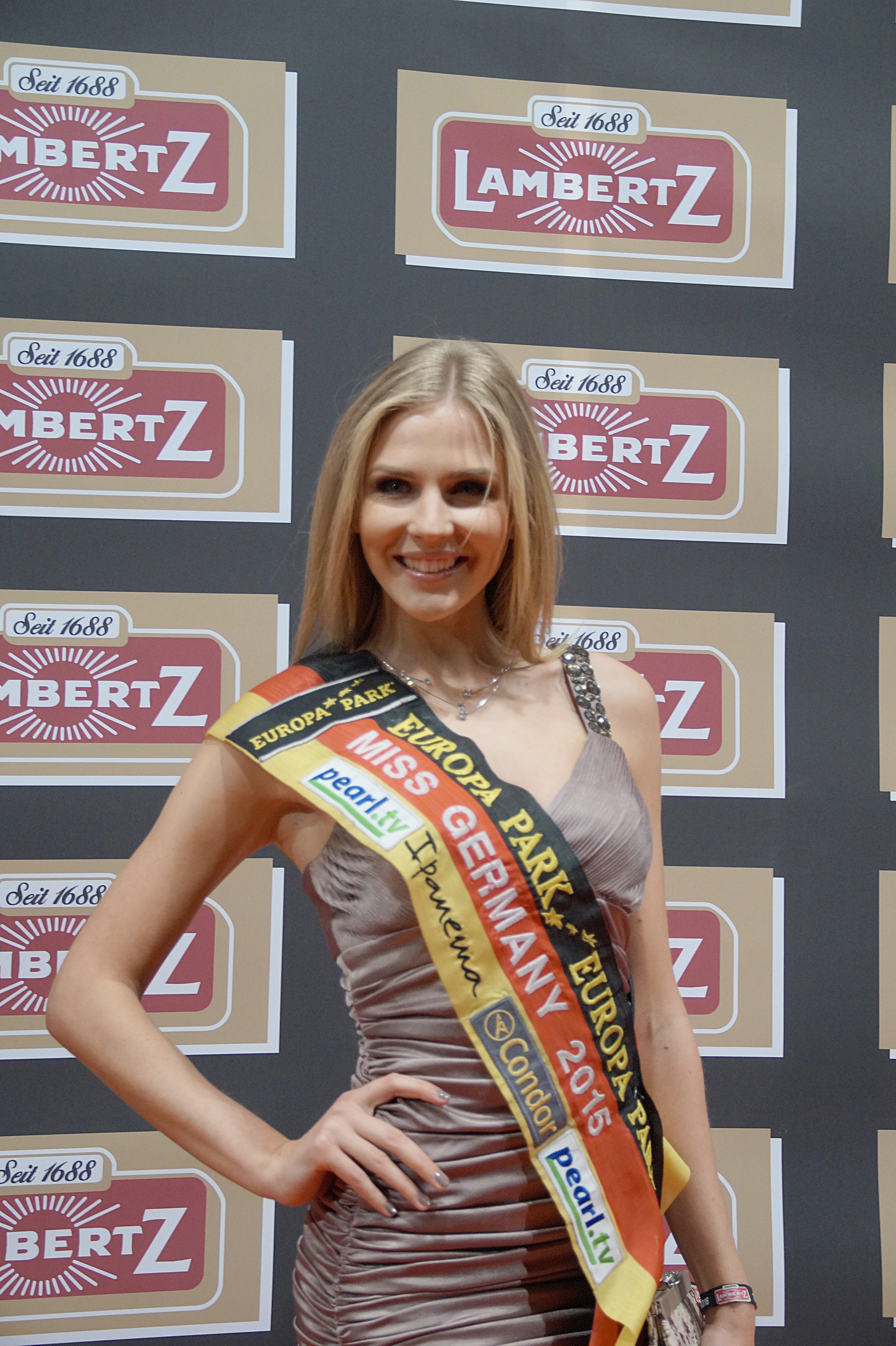
Olga Hoffmann (2016)

Olga Hoffmann (* 1991 in der Ukraine) ist eine ukrainisch-deutsche Schönheitskönigin und Miss Germany 2015.

## Biografie
Hoffmanns Familie stammt aus der Ukraine. 2001 kamen ihre Eltern mit ihr nach Deutschland, wo sie die deutsche Staatsbürgerschaft erhielt. Sie erlernte den Beruf der Arzthelferin und arbeitete als Medizinische Fachangestellte in der Praxis eines Neurologen und Psychiaters in Münster. Infolge ihrer Wahl legte sie diese Tätigkeit nieder, um im Modelbusiness tätig zu bleiben.
Am Samstag, den 28. Februar 2015 wurde Hoffmann unter 24 Finalistinnen im Europa-Park Rust zur Miss Germany 2015 gewählt. Als Siegespreis erhielt sie unter anderem einen Kleinwagen, Schmuck, Kleider sowie Reisen nach Kuba, Brasilien und auf die Nordsee-Insel Borkum. Insgesamt hatten in diesem Jahr 5115 Frauen bei 155 Vorwahlen teilgenommen.